# Stochomys longicaudatus
Stochomys longicaudatus is een knaagdier uit de muizen en ratten van de Oude Wereld dat voorkomt van Togo tot Oeganda. Het is de enige soort van het geslacht Stochomys. Dit dier is waarschijnlijk het nauwste verwant aan Hybomys en Dephomys, hoewel zijn nauwste verwant nog onduidelijk is. Eerder is hij in allerlei geslachten, zoals Aethomys, Dasymys, Epimys, Mus en Rattus, geplaatst. Waarschijnlijk zijn er twee ondersoorten, S. l. longicaudatus en S. l. ituricus. De soort leeft in laaglandregenwoud.

## Kenmerken
De rug is donker roodachtig, de buik wit. Op de romp zitten lange, donkere borstels die op pijlen zijn gaan lijken. De kop-romplengte bedraagt 12 tot 17,5 cm, de staartlengte 18,5 tot 25 cm en het gewicht 50 tot 104 gram. Het dier eet fruit, zaden en wat insecten.
Aethomys-divisie ·
Apodemus-divisie ·
Arvicanthis-divisie ·
Chrotomys-divisie ·
Colomys-divisie ·
Crunomys-divisie ·
Dacnomys-divisie ·
Dasymys-divisie ·
Echiothrix-divisie ·
Golunda-divisie ·
Hadromys-divisie ·

Hybomys-divisie (Dephomys · Hybomys · Stochomys) ·

Hydromys-divisie ·
Lorentzimys-divisie ·
Malacomys-divisie ·
Maxomys-divisie ·
Melasmothrix-divisie ·
Micromys-divisie ·
Millardia-divisie ·
Mus-divisie ·
Oenomys-divisie ·
Phloeomys-divisie ·
Pithecheir-divisie ·
Pogonomys-divisie ·
Pseudomys-divisie ·
Rattus-divisie ·
Stenocephalemys-divisie ·
Uromys-divisie ·
Xeromys-divisie ·
Niet-ingedeelde geslachten